# Eddy Wally
Eddy Wally, pseudonimo di Eduard René Van De Walle, detto Eddy (Zelzate, 12 luglio 1932 – Zelzate, 6 febbraio 2016), è stato un cantante belga.
Autodefinotosi "The Voice of Europe" (per analogia con "The Voice " Frank Sinatra) e professionalmente in attività a partire dalla metà degli anni sessanta, nel corso della sua cinquantennale carriera pubblicò una cinquantina di album e incise circa 500 singoli. Tra i suoi brani di maggiore successo, figurano Chérie e Ik spring uit 'n vliegmachine.
Sulle scene si caratterizzava per il suo modo di vestirsi eccentrico, che ricordava Elvis Presley. Era il padre della cantante Marina Wally.
A Eddy Wally è stato intitolato anche un asteroide, il 9205 Eddywally.

## Biografia
Eduard René Van De Walle, in seguito noto con il nome d'arte di Eddy Wally, nasce a Zelzate, nelle Fiandre Orientali, il 12 luglio 1932.
Da bambino, il piccolo Eduard Van De Walle, soprannominato "Wardje" non brilla particolarmente nelle materie "tradizionali", ma dimostra interesse per la materia musicale.
Da adulto inizia a lavorare dapprima come operaio e poi come commesso e in seguito apre una caffetteria. Nel locale, iniziano ad esibirsi vari cantanti, tra cui André Hazes.
Il 19 luglio 1956, si sposa con Mariëtte "Mariëtje" Roegiers, che in seguito gli darà una figlia, di nome Marina.
Tra il 1965 e il 1966, incide il 45 Chérie (prodotto da Johnny Hoes, autore anche del brano): il disco rimane per otto settimane al primo posto delle classifiche in Belgio e raggiunge il quattordicesimo posto delle classifiche nei Paesi Bassi. Il singolo precede l'uscita dell'album omonimo, che viene pubblicato l'anno seguente.
All'inizio degli anni settanta, intraprende dapprima una tournée in Nordamerica e poi una tournée in Russia, dove tiene ventiquattro concerti.
Nel 1987, incide su singolo il brano Ik spring uit 'n vliegmachin, scritto da lui stesso in collaborazione con Johnny Hoes. Nel 1989, appare nella serie televisiva Lava, dove interpreta il ruolo del capitano Wally.
Tra il 1990 e il 1994, escono una serie di otto raccolte del cantante.
Nel 2007, quattro anni dopo aver superato una grave malattia, tiene un concerto ad Anversa, che viene seguito da migliaia di persone, provenienti non solo dal Belgio, ma anche dai Paesi Bassi.
Nel luglio 2011, viene ricoverato in ospedale a causa di un ictus, dopodiché viene trasferito nella casa di riposo "Bloemenbos" di Zelzate. Fa quindi la sua ultima apparizione in pubblico il 14-15 dicembre 2012 (due mesi dopo la morte della moglie) nel corso della "Nacht van Schlagers" a Kortrijk.
Eddy Wally muore nella tarda serata di sabato 6 febbraio 2016, all'età di 83 anni per i postumi dell'ictus che lo aveva colpito circa cinque anni prima.

## Discografia parziale

### Album
- 1966 – Chérie
- 1968 – Wees lief voor mij
- 1969 – Ik denk aan jou!
- 1970 – Feest met Eddy Wally
- 1971 – Ik geef jou 'n roos
- 1974 – Mooie Manuela en andere successen
- 1974 – Met Eddy naar Parijs
- 1975 – Eddy Wally zingt Tino Rossi
- 1975 – Eddy Wally Televisie-Show
- 1975 – Feest met Eddy Wally 2
- 1976 – Rode rozen, rode lippen, rode wijn
- 1977 – Kerstfeest met Eddy Wally
- 1977 – Eddy Wally
- 1977 – Dans 'n tango met mij
- 1978 – Oh, wat ben ik blij
- 1979 – Eddy zingt voor moeder
- 1979 – Eddy Wally zingt Tino Rossi 2
- 1982 – Onder je balustrade
- 1983 – Eddy Wally
- 1986 – Dans met mij
- 1987 – Een uurtje met Eddy Wally
- 1988 – Ik spring uit 'n vliegmachien
- 1989 – Eddy Wally in Las Vegas
- 1990 – Mijn stem kent geen grenzen
- 1990 – Het beste van Eddy Wally - Nr. 1
- 1990 – Het beste van Eddy Wally - Nr. 2
- 1990 – Het beste van Eddy Wally - Nr. 3
- 1990 – Het beste van Eddy Wally - Nr. 4
- 1991 – Het beste van Eddy Wally - Nr. 5
- 1992 – Het beste van Eddy Wally - Nr. 6
- 1993 – Het beste van Eddy Wally - Nr. 7
- 1994 – Het beste van Eddy Wally - Nr. 8
- 1994 – Nachten vol muziek
- 1995 – Eddy Is In Da House
- 2003 – Wally's wondere wereld
- 2005 – Beter dan ooit...!
- 2006 – Ready for Eddy
- 2007 – Het beste van Eddy Wally
- 2008 – Goes International
- 2010 – Zijn allergrootste hits

## Filmografia
- Lava - serie TV (1989)